# Perdita croceipes
Perdita croceipes är en biart som beskrevs av Timberlake 1960. Perdita croceipes ingår i släktet Perdita och familjen grävbin. Inga underarter finns listade i Catalogue of Life.